# Ericus Svenonis Hjort
Ericus Svenonis Hjort, död 1545, var en svensk präst och hovpredikant.

## Biografi
Ericus Svenonis Hjort var kung Gustav Vasas hovpredikant och blev 1541 av honom satt till kyrkoherde i Skellefteå församling i Västerbotten. Där blev han inte omtyckt, då han avskaffade den latinska mässan och andra katolska seder. Han fick då återvände till Stockholm och sändes 1543 av Gustav Vasa till Skara stift, att biträda biskopen Sven Jakobsson i ämbetet. Efter Sven Jakobsson avskedstagande blev Hjort 27 februari 1544 utnämnd till hans efterträdare. Under sin tid som biskop verkade han med nit för den evangeliska lärans utbredande. Hjort avled under dymmelveckan 1545.